# Golden Globe per il miglior attore in una serie drammatica
Il Golden Globe per il miglior attore in una serie drammatica viene assegnato al miglior attore di una serie televisiva drammatica dalla HFPA (Hollywood Foreign Press Association). È stato assegnato per la prima volta nel 1970.

## Vincitori e candidati
L'elenco mostra il vincitore di ogni anno, seguito dagli attori che hanno ricevuto una candidatura. Per ogni attore viene indicata la serie televisiva che gli ha valso la nomination (titolo italiano e titolo originale tra parentesi).

### 1970
- 1970
  - Mike Connors - Mannix
  - Peter Graves - Missione Impossibile (Mission: Impossible)
  - Lloyd Haynes - Room 222
  - Robert Wagner - Operazione ladro (It Takes a Thief)
  - Robert Young - Marcus Welby (Marcus Welby, M.D.)
- 1971
  - Peter Graves - Missione Impossibile (Mission: Impossible)
  - Mike Connors - Mannix
  - Chad Everett - Medical Center
  - Burt Reynolds - Dan August
  - Robert Young - Marcus Welby (Marcus Welby, M.D.)
- 1972
  - Robert Young - Marcus Welby (Marcus Welby, M.D.)
  - Raymond Burr - Ironside
  - Mike Connors - Mannix
  - William Conrad - Cannon
  - Peter Falk - Colombo (Columbo)
- 1973
  - Peter Falk - Colombo (Columbo)
  - Mike Connors - Mannix
  - William Conrad - Cannon
  - Chad Everett - Medical Center
  - David Hartman - I nuovi medici (The Bold Ones: The New Doctors)
  - Robert Young - Marcus Welby (Marcus Welby, M.D.)
- 1974
  - James Stewart - Hawkins
  - David Carradine - Kung Fu
  - Mike Connors - Mannix
  - Peter Falk - Colombo (Columbo)
  - Richard Thomas - Una famiglia americana (The Waltons)
  - Robert Young - Marcus Welby (Marcus Welby, M.D.)
- 1975
  - Telly Savalas - Kojak
  - Mike Connors - Mannix
  - Michael Douglas - Le strade di San Francisco (The Streets of San Francisco)
  - Peter Falk - Colombo (Columbo)
  - Richard Thomas - Una famiglia americana (The Waltons)
- 1976
  - Robert Blake - Baretta
  - Telly Savalas - Kojak
  - Peter Falk - Colombo (Columbo)
  - Karl Malden - Le strade di San Francisco (The Streets of San Francisco)
  - Barry Newman - Petrocelli
- 1977
  - Richard Jordan - Capitani e Re (Captains and the Kings)
  - Lee Majors - L'uomo da sei milioni di dollari (The Six Million Dollar Man)
  - Nick Nolte - Il ricco e il povero (Rich Man, Poor Man)
  - Telly Savalas - Kojak
  - Peter Strauss - Il ricco e il povero (Rich Man, Poor Man)
- 1978
  - Edward Asner - Lou Grant
  - Robert Conrad - La squadriglia delle pecore nere (Baa Baa Black Sheep)
  - Peter Falk - Colombo (Columbo)
  - James Garner - Agenzia Rockford (The Rockford Files)
  - Telly Savalas - Kojak
- 1979
  - Michael Moriarty - Olocausto (Holocaust)
  - Edward Asner - Lou Grant
  - James Garner - Agenzia Rockford (The Rockford Files)
  - Richard Hatch - Galactica (Battlestar Galactica)
  - John Houseman - The Paper Chase
  - Michael Landon - La casa nella prateria (Little House on the Prairie)

### 1980
- 1980
  - Edward Asner - Lou Grant
  - Richard Chamberlain - Colorado (Centennial)
  - Erik Estrada - CHiPs
  - James Garner - Agenzia Rockford (The Rockford Files)
  - John Houseman - The Paper Chase
  - Martin Sheen - Watergate (Blind Ambition)
  - Robert Urich - Vega$
  - Robert Wagner - Cuore e batticuore (Hart to Hart)
- 1981
  - Richard Chamberlain - Shōgun (Shogun)
  - Edward Asner - Lou Grant
  - Larry Hagman - Dallas
  - Robert Urich - Vega$
  - Robert Wagner - Cuore e batticuore (Hart to Hart)
- 1982
  - Daniel J. Travanti - Hill Street giorno e notte (Hill Street Blues)
  - Edward Asner - Lou Grant
  - John Forsythe - Dynasty
  - Larry Hagman - Dallas
  - Tom Selleck - Magnum, P.I.
- 1983
  - John Forsythe - Dynasty
  - Larry Hagman - Dallas
  - Tom Selleck - Magnum, P.I.
  - Daniel J. Travanti - Hill Street giorno e notte (Hill Street Blues)
  - Robert Wagner - Cuore e batticuore (Hart to Hart)
- 1984
  - John Forsythe - Dynasty
  - James Brolin - Hotel
  - Tom Selleck - Magnum, P.I.
  - Daniel J. Travanti - Hill Street giorno e notte (Hill Street Blues)
  - Robert Wagner - Cuore e batticuore (Hart to Hart)
- 1985
  - Tom Selleck - Magnum, P.I.
  - James Brolin - Hotel
  - John Forsythe - Dynasty
  - Larry Hagman - Dallas
  - Stacy Keach - Mike Hammer
  - Daniel J. Travanti - Hill Street giorno e notte (Hill Street Blues)
- 1986
  - Don Johnson - Miami Vice
  - John Forsythe - Dynasty
  - Tom Selleck - Magnum, P.I.
  - Philip Michael Thomas - Miami Vice
  - Daniel J. Travanti - Hill Street giorno e notte (Hill Street Blues)
- 1987
  - Edward Woodward - Un giustiziere a New York (The Equalizer)
  - William Devane - California (Knots Landing)
  - John Forsythe - Dynasty
  - Don Johnson - Miami Vice
  - Tom Selleck - Magnum, P.I.
- 1988
  - Richard Kiley - Un anno nella vita (A Year in the Life)
  - Harry Hamlin - L.A. Law - Avvocati a Los Angeles (L.A. Law)
  - Tom Selleck - Magnum, P.I.
  - Michael Tucker - L.A. Law - Avvocati a Los Angeles (L.A. Law)
  - Edward Woodward - Un giustiziere a New York (The Equalizer)
- 1989
  - Ron Perlman - La bella e la bestia (Beauty and the Beast)
  - Corbin Bernsen - L.A. Law - Avvocati a Los Angeles (L.A. Law)
  - Harry Hamlin - L.A. Law - Avvocati a Los Angeles (L.A. Law)
  - Carroll O'Connor - L'ispettore Tibbs (In the Heat of the Night)
  - Ken Wahl - Oltre la legge - L'informatore (Wiseguy)

### 1990
- 1990
  - Ken Wahl - Oltre la legge - L'informatore (Wiseguy)
  - Corbin Bernsen - L.A. Law - Avvocati a Los Angeles (L.A. Law)
  - Harry Hamlin - L.A. Law - Avvocati a Los Angeles (L.A. Law)
  - Carroll O'Connor - L'ispettore Tibbs (In the Heat of the Night)
  - Ken Olin - Thirtysomething
- 1991
  - Kyle MacLachlan - I segreti di Twin Peaks (Twin Peaks)
  - Scott Bakula - In viaggio nel tempo (Quantum Leap)
  - Peter Falk - Colombo (Columbo)
  - James Earl Jones - La legge di Bird (Gabriel's Fire)
  - Carroll O'Connor - L'ispettore Tibbs (In the Heat of the Night)
- 1992
  - Scott Bakula - In viaggio nel tempo (Quantum Leap)
  - Mark Harmon - Ragionevoli dubbi (Reasonable Doubts)
  - James Earl Jones - Pros and Cons
  - Rob Morrow - Un medico tra gli orsi (Northern Exposure)
  - Carroll O'Connor - L'ispettore Tibbs (In the Heat of the Night)
  - Sam Waterston - Io volerò via (I'll Fly Away)
- 1993
  - Sam Waterston - Io volerò via (I'll Fly Away)
  - Scott Bakula - In viaggio nel tempo (Quantum Leap)
  - Rob Morrow - Un medico tra gli orsi (Northern Exposure)
  - Mark Harmon - Ragionevoli dubbi (Reasonable Doubts)
  - Jason Priestley - Beverly Hills 90210 (Beverly Hills, 90210)
- 1994
  - David Caruso - NYPD - New York Police Department (NYPD Blue)
  - Michael Moriarty - Law & Order - I due volti della giustizia (Law & Order)
  - Rob Morrow - Un medico tra gli orsi (Northern Exposure)
  - Carroll O'Connor - L'ispettore Tibbs (In the Heat of the Night)
  - Tom Skerritt - La famiglia Brock (Picket Fences)
- 1995
  - Dennis Franz - NYPD - New York Police Department (NYPD Blue)
  - Mandy Patinkin - Chicago Hope
  - Jason Priestley - Beverly Hills 90210 (Beverly Hills, 90210)
  - Tom Skerritt - La famiglia Brock (Picket Fences)
  - Sam Waterston - Law & Order - I due volti della giustizia (Law & Order)
- 1996
  - Jimmy Smits - NYPD - New York Police Department (NYPD Blue)
  - Daniel Benzali - Murder One
  - George Clooney - E.R. - Medici in prima linea (ER)
  - David Duchovny - X-Files (The X-Files)
  - Anthony Edwards - E.R. - Medici in prima linea (ER)
- 1997
  - David Duchovny - X-Files (The X-Files)
  - George Clooney - E.R. - Medici in prima linea (ER)
  - Anthony Edwards - E.R. - Medici in prima linea (ER)
  - Lance Henriksen - Millennium
  - Jimmy Smits - NYPD - New York Police Department (NYPD Blue)
- 1998
  - Anthony Edwards - E.R. - Medici in prima linea (ER)
  - Kevin Anderson - Nothing Sacred
  - George Clooney - E.R. - Medici in prima linea (ER)
  - David Duchovny - X-Files (The X-Files)
  - Lance Henriksen - Millennium
- 1999
  - Dylan McDermott - The Practice - Professione avvocati (The Practice)
  - David Duchovny - X-Files (The X-Files)
  - Anthony Edwards - E.R. - Medici in prima linea (ER)
  - Lance Henriksen - Millennium
  - Jimmy Smits - NYPD - New York Police Department (NYPD Blue)

### 2000
- 2000
  - James Gandolfini - I Soprano (The Sopranos)
  - Billy Campbell - Ancora una volta (Once and Again)
  - Rob Lowe - West Wing - Tutti gli uomini del Presidente (The West Wing)
  - Dylan McDermott - The Practice - Professione avvocati (The Practice)
  - Martin Sheen - West Wing - Tutti gli uomini del Presidente (The West Wing)
- 2001
  - Martin Sheen - West Wing - Tutti gli uomini del Presidente (The West Wing)
  - Andre Braugher - Boston Hospital (Gideon's Crossing)
  - James Gandolfini - I Soprano (The Sopranos)
  - Rob Lowe - West Wing - Tutti gli uomini del Presidente (The West Wing)
  - Dylan McDermott - The Practice - Professione avvocati (The Practice)
- 2002
  - Kiefer Sutherland - 24
  - Simon Baker - The Guardian
  - James Gandolfini - I Soprano (The Sopranos)
  - Peter Krause - Six Feet Under
  - Martin Sheen - West Wing - Tutti gli uomini del Presidente (The West Wing)
- 2003
  - Michael Chiklis - The Shield
  - James Gandolfini - I Soprano (The Sopranos)
  - Peter Krause - Six Feet Under
  - Martin Sheen - West Wing - Tutti gli uomini del Presidente (The West Wing)
  - Kiefer Sutherland - 24
- 2004
  - Anthony LaPaglia - Senza traccia (Without a Trace)
  - Michael Chiklis - The Shield
  - William Petersen - CSI - Scena del crimine (C. S. I.: Crime Scene Investigation)
  - Martin Sheen - West Wing - Tutti gli uomini del Presidente (The West Wing)
  - Kiefer Sutherland - 24
- 2005
  - Ian McShane - Deadwood
  - Michael Chiklis - The Shield
  - Denis Leary - Rescue Me
  - Julian McMahon - Nip/Tuck
  - James Spader - Boston Legal
- 2006
  - Hugh Laurie - Dr. House - Medical Division (House, M. D.)
  - Patrick Dempsey - Grey's Anatomy
  - Matthew Fox - Lost
  - Wentworth Miller - Prison Break
  - Kiefer Sutherland - 24
- 2007
  - Hugh Laurie - Dr. House - Medical Division (House M.D.)
  - Patrick Dempsey - Grey's Anatomy
  - Michael C. Hall - Dexter
  - Bill Paxton - Big Love
  - Kiefer Sutherland - 24
- 2008
  - Jon Hamm - Mad Men
  - Michael C. Hall - Dexter
  - Hugh Laurie - Dr. House - Medical Division (House M.D.)
  - Bill Paxton - Big Love
  - Jonathan Rhys Meyers - I Tudors (The Tudors)
- 2009
  - Gabriel Byrne - In Treatment
  - Michael C. Hall - Dexter
  - Jon Hamm - Mad Men
  - Hugh Laurie - Dr. House - Medical Division (House, M.D.)
  - Jonathan Rhys Meyers - I Tudors (The Tudors)

### 2010
- 2010
  - Michael C. Hall - Dexter
  - Simon Baker - The Mentalist
  - Jon Hamm - Mad Men
  - Hugh Laurie - Dr. House - Medical Division (House, M.D.)
  - Bill Paxton - Big Love
- 2011
  - Steve Buscemi - Boardwalk Empire - L'impero del crimine (Boardwalk Empire)
  - Bryan Cranston - Breaking Bad
  - Michael C. Hall - Dexter
  - Hugh Laurie - Dr. House - Medical Division (House, M.D.)
  - Jon Hamm - Mad Men
- 2012
  - Kelsey Grammer - Boss
  - Steve Buscemi - Boardwalk Empire - L'impero del crimine (Boardwalk Empire)
  - Bryan Cranston - Breaking Bad
  - Jeremy Irons - I Borgia (The Borgias)
  - Damian Lewis - Homeland - Caccia alla spia (Homeland)
- 2013
  - Damian Lewis - Homeland - Caccia alla spia (Homeland)
  - Steve Buscemi - Boardwalk Empire - L'impero del crimine (Boardwalk Empire)
  - Bryan Cranston - Breaking Bad
  - Jeff Daniels - The Newsroom
  - Jon Hamm - Mad Men
- 2014
  - Bryan Cranston - Breaking Bad
  - Liev Schreiber - Ray Donovan
  - Michael Sheen - Masters of Sex
  - Kevin Spacey - House of Cards
  - James Spader - The Blacklist
- 2015
  - Kevin Spacey - House of Cards - Gli intrighi del potere (House of Cards)
  - Clive Owen - The Knick
  - Liev Schreiber - Ray Donovan
  - James Spader - The Blacklist
  - Dominic West - The Affair
- 2016
  - Jon Hamm - Mad Men
  - Rami Malek - Mr. Robot
  - Wagner Moura - Narcos
  - Bob Odenkirk - Better Call Saul
  - Liev Schreiber - Ray Donovan
- 2017
  - Billy Bob Thornton - Golia (Goliath)
  - Rami Malek - Mr. Robot
  - Bob Odenkirk - Better Call Saul
  - Matthew Rhys - The Americans
  - Liev Schreiber - Ray Donovan
- 2018
  - Sterling K. Brown - This Is Us
  - Jason Bateman - Ozark
  - Freddie Highmore - The Good Doctor
  - Bob Odenkirk - Better Call Saul
  - Liev Schreiber - Ray Donovan
- 2019
  - Richard Madden - Bodyguard
  - Jason Bateman - Ozark
  - Stephan James - Homecoming
  - Billy Porter - Pose
  - Matthew Rhys - The Americans

### 2020
- 2020
  - Brian Cox - Succession
  - Kit Harington - Il Trono di Spade (Game of Thrones)
  - Rami Malek - Mr. Robot
  - Tobias Menzies - The Crown
  - Billy Porter - Pose
- 2021[1]
  - Josh O'Connor - The Crown
  - Jason Bateman - Ozark
  - Bob Odenkirk - Better Call Saul
  - Al Pacino - Hunters
  - Matthew Rhys - Perry Mason
- 2022[2]
  - Jeremy Strong - Succession
  - Brian Cox - Succession
  - Lee Jung-jae - Squid Game
  - Billy Porter - Pose
  - Omar Sy - Lupin
- 2023[3]
  - Kevin Costner - Yellowstone
  - Jeff Bridges - The Old Man
  - Diego Luna - Andor
  - Bob Odenkirk - Better Call Saul
  - Adam Scott - Scissione (Severance)
- 2024
  - Kieran Culkin – Succession
  - Brian Cox – Succession
  - Gary Oldman – Slow Horses
  - Pedro Pascal – The Last of Us
  - Jeremy Strong – Succession
  - Dominic West – The Crown
- 2025[4]
  - Hiroyuki Sanada – Shōgun
  - Donald Glover – Mr. & Mrs. Smith
  - Jake Gyllenhaal – Presunto innocente (Presumed Innocent)
  - Gary Oldman – Slow Horses
  - Eddie Redmayne – The Day of the Jackal
  - Billy Bob Thornton – Landman